# 桜木郁
桜木 郁（さくらぎ いく、1993年1月25日 - ）は、日本の元AV女優。New Actor eXperience(NAXプロモーション)所属。

## 略歴・人物
愛知県出身。2013年にデビューした、小柄で巨乳のAV女優。趣味:アニメ、カラオケ、ダンス。特技:軟体。
2014年7月、セガのゲーム「龍が如く」のキャラクター出演をかけたセクシー女優人気投票にエントリー。同年8月24日、結果発表。「龍が如く0 誓いの場所」への出演権を逃した。順位・得票数未発表。

## 出演作品

### アダルトDVD
2013年
- 新・素人娘、お貸しします。 VOL.08（9月20日、プレステージ）
- 完全ガチ交渉! 噂の、素人激カワ看板娘を狙え! vol.05 in中野（10月11日、プレステージ）
- SOD女子社員 第29回 ガチンコ童貞ユーザー様×社内筆おろし王様ゲーム（10月24日、SODクリエイト）※「桜木優」名義
- 青春スクールメモリーズ 第3期（12月11日、プレステージ）
- 浜辺の美少女を、本気でヤッちゃいました。 2013 vol.04 神奈川県江ノ島で顔射ナンパ編（12月20日、プレステージ）
- 名古屋の綺麗なお姉さんと中出しSEX! 彼氏と別れたばかりの女が取る行動は?（12月27日、S級素人）

2014年
- 復活!! 元祖マジックミラー号がイクっ!! 街行く可愛いシロウトお嬢さ〜ん!!女性の大敵!痴漢の撃退方法を教えます!が一転! まさかの痴漢被害者に!? シロウト女性をあの手この手で触りまくり!感度を上げてイカせまくる!! 2（1月9日、SODクリエイト）
- ほろ酔いでキス魔、泥酔で変態（1月9日、アイエナジー）
- 現地の海女さんは女社会の職場だけに、男性観光客へのおもてなしのサービスは最高という噂は本当なのか?!自らの身のしまった天然アワビを男性客にサービスする海女さんを徹底調査!!（1月24日、SCOOP）
- 制服美少女の若い肢体をたっぷり味わえる宿（1月25日、オーロラプロジェクト）
- 周りに誰もいないと油断し不自然な感じで思わず脚がピ〜ンと伸びている女の子に近寄ってみると…（2月1日、DOC）
- フレッシュ★キュート No.02（3月1日、MOODYZ）
- 彼氏の隣で他の男とSEXしながらイキまくる女子校生!快感を覚えてしまったカラダは貞操を守れない!? 2（3月14日、SCOOP）
- 素人連れ込みナンパSEX隠し撮り Vol.3（4月1日、フルセイル）
- この子があの時在学中じゃなかったら卒業前に売るはずだったビデオ（4月11日、ワープエンタテインメント）
- 家庭教師の僕が受け持つ女の子たちはいつもミニスカで挑発して授業をサボろうとしてくる。（4月23日、TOY★GIRL）
- 美少女Hunt Vol.05 数分前までガチJK!! 卒業直後の女子校生をナンパして制服のまま乱交編（4月25日、ナンパJAPAN）
- 女子校生オマンコおっぴろげダンス 4（5月16日、OFFICE K'S）
- 女子校生ぬる×2おま●こオナニー VOL.15（5月16日、虎堂）
- 美少女即ハメ白書 24（5月23日、ソクハメラボ）
- 青春のラクロス部 美少女JK いく（6月1日、AV）
- ナニされても絶対、寝てなきゃダメ!!（6月6日、ワープエンタテインメント）
- 大好きなお兄ちゃんに一部始終を隠さずに中出し性交を見せつけても良いですか…?（6月6日、NON）
- 地方に住む妹が遊びにきた。数か月見ないうちに大人っぽくなっていた妹が、ジュースと間違えて絶倫になるクスリを飲んでしまったら驚くほどド変態に成り下がって兄である俺のチ●ポを弄び始めた事は親には言えない件…。（6月6日、NON）
- 女子校生のオマ○コ汁 Vol.11（6月6日、OFFICE K'S）
- 女子校生オマ○コ見せつけ手コキ 7（6月6日、OFFICE K'S）
- お漏らし・失禁する程のくすぐり（6月19日、コチョ）
- あの地下アイドルが脱いでぶっかけられた!!（6月25日、みるきぃぷりん♪）
- ある時、俺は突然金縛りになった。やって来た女の子が、俺が動けないと知った時、女の子はどうする?（7月1日、TOY★GIRL）
- 僕の恥ずかしいオナニーをガン見してもらえませんか?（7月5日、NON）
- 悶絶 寝取りカップルエステ 彼氏の隣できわどいマッサージに身悶える彼女!その後は…!?（7月10日、ホットエンターテイメント）
- ロリ顔の姉 桜木郁 18歳（7月18日、ロリ専科）
- 敏感な勃起乳首を舐めるレズ 6（7月19日、ゑびすさん）
- 先生とわたし もう中年しか愛せない!（8月1日、FAプロ）
- キミだけに語りかけ! ロリ校生20人! オマ●コぴちゃぴちゃ指入れ自画撮りオナニー4時間DX vol.10（8月15日、ロリ専科）

### ピンク映画
- 奥さまは18歳 超どきどき保健室（2014年8月15日公開、オーピー映画）
- 新人巨乳はさんで三発（2014年11月21日公開、加藤義一監督）